# Akustička trauma
Akustička trauma je oštećenje sluha u obliku ispada (skotoma) u frekvencijama oko 4.000 herca. Nastaje kao posledica dejstva specifične traume na unutrašnje uvo koju izazivaju zvuci izuzetne snage i trajanja. Obično su to zvučni talasi jednokratnog, kraćeg ili dužem delovanja visokog intenziteta, najčešće oko 2000 Hz (eksplozija, pucnji, buka motora — naročito mlaznih).
Ispad sluha nakon ove traume je trajan, nema sklonosti da se poveća u toku vremena, i nastaje na tom mestu bez obzira na to da li je zvučni nadražaj koji ga je izazvao imao istu takvu ili neku drugu frekfenciju. Može biti akutna, hronična i/ili profesionalna.

## Akutna akustička trauma
Akustička trauma je senzoneuralno oštećenje sluha uzrokovano kratkotrajnim dejstvom zvučnog talasa velikog intenziteta, i treba je razlikovati od akustičke traume izazvane impulsnom bukom ili nagluvosti, koja je jednim delom posledica direktnog mehaničkog dejstva zvučnog talasa na Kortijev organ (slušnu ćeliju), a drugim delom indirektnog metaboličkog efekta na mikrocirkulaciju.
Kako šu izvori akustičkih talasa zajednički i za blast traumu i da na uvo deluju udruženo i sličnim mehanizmom dejstva, akutna akustička trauma i blast trauma razmatra se kao jedinstvenu celinu. U akustičkoj traumi — zvučni talas velikog intenziteta svojim mehaničkim dejstvom oštećuje cilijarne čelije unutrašnjeg uva. Ovo oštećenje nastaje usled funkcionalne preopterećenosti cilijarnih senzornih čelija, izazvanih cirkulatornim poremećajima krvnih sudova unutrašnjeg uva. Promene kod ove traume ne podrazumevaju samo oštećenja na slušnim ćelijama (koje mogu biti veće ili manje) već i oštećenja kod prijema stereo zvuka.
Oštećenje sluha akutnom akustičkom traumom zavisi od više faktora, među kojima su najvažniji: 
- intenzitet buke,[6]
- dužina eksplozije,
- individualna preosjetljivost,
- karakter buke (stalna ili nestalna)
- frekventni spektar buke (buka visokih frekvencija češće dovodi do oštećenja sluha).

U zavisnosti od težine oštećenja funkcionalni ispadi sluha kod akutne akustičke traume mogu biti 
- Reverzibilni (povratni) — kod kojih patofizološki mehanizmi i morfološke promene ukazuju na to, da kod pojedinih osoba postoji mogućnost potpunog ili parcijalnog oporavka sluha, koji zavisi pre svega od karakteristika zagađenja bukom i osetljivosti kohlearnog aparata te osobe.
- Ireverzibilni (nepovratni) — kod kojih ispadi mogu biti osim degeneracije slušnih ćelija praćeeni i retrogradnom degeneracijom neuronaa kohleornog živca i ćelija spiralnog gangliona. To podrazumeva, prvo, fragmentaciju mijelina, a na kraju i nestanak aksona.

### Akutna blast trauma uva
Blast trauma uva je specifična trauma unutrašnjeg uva koju izazivaju zvuci izuzetne snage i trajanja, i obuhvata sva oštećenja uva izazvana snažnim blast talasima. U  zavisnosti kroz koju sredinu se širi udarni vaydušni talas blast može biti:
- vazdušni ako se eksplozija širi kroz vazduh,
- imerzioni ako se eksplozija širi kroz tečnu sredinu,
- čvrst udar, ukoliko se talas širi kroz čvrsto telo.

Najčešće blast povrede uva izazvane su vazdušnim talasom.
S obzirom su izvori akustičkih i blast talasa zajednički i da na uvo deluju udruženo i sličnim mehanizmom dejstva, akutnu akustičku traumu i blast trauma razmatramo kao jedinstvenu celinu. Kao i kod akustičke traume i kod blasta zvučni talas velikog intenziteta svojim mehaničkim dejstvom oštećuje cilijarne čelije unutrašnjeg uva. Oštećenja nastaju i uslied funkcionalne preopterećenosti cilijarnih senzornih ćelija kao posledica cirkulatornih poremećaja krvnih sudova unutrašnjeg uva.
Kod blast povreda dominantan faktor oštećenja sluha su mehanički, aritmički talasi koji se od mesta eksplozije šire sferično u svim pravcima. Njihova jačina opada sa kvadratom rastojanja. Talas se sastoji od dvije faze: kompresivne ili pozitivne faze i dekompresivne ili negativne faze. Oštećenja sluha izaziva uglavnom kompresivna ili pozitivna faza.

### Klinička slika
Simptomi akutne akustičke traume su: zujanje u ušima, nagluvost, patološki osećaj pojačane glasnosti, kratkotrajni bol.

### Dijagnoza
Na audiometriji se konstatuje senzoneuralna lezija sluha lakog i srednjeg stepena kod 80% ispitanika a sa postepenim poboljšanjem kod 30% ispitanika. 
Kod 60% ispitanika nagluvost se javila neposredno nakon akustičke traume, a do 7 dana od traume - subjektivni osećaj nagluvosti razvio se kod 80% pacijenata.

### Terapija
Protokol za lečenje akutne akustičke traume (kao jedinstvene stav) ne postoji, pa se za njeno lečenje koriste brojne metode. Načelno lečenje akutne akustičke traume sastoji se u:
- mirovanju,
- izolaciji od buke,
- hiperbaričnoj oksigenoterapiji u barokomori,[8] i
- vitaminskoj ishrani.

Hiperbarična oksigenoterapija  je jedinstvena metoda povećanja koncentracije kiseonika u tečnostima unutrašnjeg uva, koji olakšava proces regeneracije nastalih oštećenja.
Hiperbarična oksigenoterapija u kombinaciji sa steroidima je još efikasnija metod lečenja senzorneuralnog gubitka sluha nakon akutne akustične traume.

## Hronična akustička trauma
Kod hronične akustičke traume nastaje u početku ispad funkcije na istom mestu kao i kod akutne, ali sa daljim trajanjem štetnih nadražaja gubitak sluha zahvata sve šire područje slušnog polja. U najvećoj meri su prvo pogodjene visoke frekvencije, što je i karakteristično za perceptivne oblike nagluvosti, a posle dužeg vremena izražen je gubitak sluha na svim frekvencijama. 
Ako štetni nadražaj traje duže vreme, nagluvost je progresivna, i iz lakših oblika mogu se razviti srednji, teški i vrlo teški oblici. Konstantovano je brojnim istraživanjima da ponavljanje akutnih akustičnih trauma ima kumulativni efekat. Česta i višegodišnja ponavljanja ekspozicije impulsnoj buci rezuluju nagluvošću u odnosu na jednokratnu izloženost buci istih karakteristika. 

### Epidemiologija
Prema istraživanjima u Evropi 40% stanovništva izloženo je saobraćajnoj  buci intenziteta iznad 55 dB tokom dana, a čak 20% je izloženo buci čiji nivo prelazi 65 dB. Ti nivoi buke smatraju se nedopustivim za dugotrajnu izloženost stanovništva.
Ako se analizira izloženost ljudi buci na radu, podaci su lošiji i to ne samo u nerazvijenim već i u ekonomski razvijenim zemljama širom sveta. Tako je npr. u SAD-u oko 30% radne populacije izloženo buci na radu i to intenziteta iznad 85 dB, a 20% populacije buci iznad 90 dB. 
Procenjuje  se da izloženost buci preko 90 dB tokom celog radnog staža uzrokuje kod 25% izloženih radnika trajno oštećenje sluha. 
U Evropskoj uniji 30% privrednika više od četvrtine radnog vremena provodi u buci opasnoj po zdravlje tako da ne iznenađuje podatak da:
- 7% radne populacije ima oštećen sluha bukom,
- 30% ima priznatu nagluvost, kao profesionalnu bolest, zbog dugotrajne izloženosti prekomernoj buci na radu.

### Profesionalna nagluvost
Oavj oblik nagluvosti javlja se u fabrikama u kojima su radnici izloženi „zagađenju” visokim nivou buke u toku proizvodnoga procesa na svojim radnim mestima (brodogradilišta, industrije motora, kovačnice parnih kazana, tekstilne fabrike i preduzeća za preradjivanje metala) tj. u halama u kojima vlada prosečna buka od 90 do 110 dB. U tim halama izloženi su buci i oni radnici koji nisu direktno vezani za bučni deo procesa.
Broj nagluvih radnika raste sa dužinom radnog staža. Ima industrijskih postrojenja u kojima je polovina starijih radnika u srednjoj ili teškoj meri nagluva. 

### Klinička slika
U kliničkoj slici hronične akustičke traume razvijaju se opšti i otološki (lokalni) simptomi.
Opšti simptomi
Od opšti simptoma najčešći su:
- nesanica,
- rasejanost,
- razdražljivost,
- hroničan umor
- depresija itd. Osnovni lokalni simptom jeste gubitak sluha.

Lokalni (otološki) simptomi
- Gubitak sluha kao posledica dugotrajne buke je uvek senzoneuralnog tipa,
- Simptomi se razviaju postepeno, ili neprimetno i simetrično.
- Nagluvost se prvo uočava u nivou visokofrekventnih tonova zbog čega osobe na početku počinju slabije da čuju visoke zvuke i teško razumevaju dovoljno čujan govor.
- Tinitus (zujanje) koji je važan klinički znak nastaje kasnije.

Oštećenja sluha mogu biti privremena i svi simptomi se mogu povući ako se prekine ekspozicija buci. U suprotnom nastaju trajna oštećenja. 

### Dijagnoza hronične akustičke traume
Dijagnoza se postavlja audiometrijom (metoda kvalitativnog ispitivanja sluha). 
Na početku se uočava pad sluha u nivou visokih frekvencija (4000Hz). Ukoliko je izloženost buci bila duža zapaža se i redukcija sluha u nivou tonova nižih frekvencija.

### Mere prevencije
Kontrola buke i njenih štetnih efekata kroz tehničke uređaje i programe stručnjaka za bezbednost najbolji su način da se smanji učestalost i senzorneuralne posledice usled akutne akustične traume.
Borba protiv profesionalne nagluvosti predstavlja ozbiljan zadatak na čijem rešavanju treba da rade otolozi, audiolozi, lekari za medicinu rada i higijenu saradjuju s arhitektima, urbanistima i državnim organima, budući da se funkcija oštećenog Kortijevog organa ne može popraviti, najveću važnost treba da pripišemo preventivnim merama.
Kod gradnje fabrika radna mesta na kojima se razvija velika buka treba da se odvoje od ostalih. Na mašinama i oko njih treba da se upotrebe izolaciona sredstva. Radnici koji rade na najbučnijim mestima moraju imati lična zaštitna sredstva (čepove od navoštene vate, ušne poklopce, kacige). 
Pregled sluha kod radnika koji su izloženi buci treba da se obavlja u redovnim razmacima vremena, sa ciljem da se udalje oni koji imaju naročitu dispoziciju za akustičko oštećenje.
Budući da buka deluje nepovoljno i na nervi sistem čoveka, borba protiv nje treba da bude opšta, a naročito u gradovima. Kako u ulicama sa intenzivnim saobraćajem nivo buke preko dana iznosi 80-90 dB, to može nepovoljno uticati na stanovnike, a pogotovu ako je i noćni nivo buke visok.

## Spoljašnje veze
|  | Molimo Vas, obratite pažnju na važno upozorenje u vezi sa temama iz oblasti medicine (zdravlja). |